# Alessandro Giuliano
Alessandro Giuliano (Messina, 21 maggio 1967) è un poliziotto, prefetto e dirigente pubblico italiano, attuale direttore della Direzione centrale anticrimine.

## Biografia
Figlio di Boris Giuliano, capo della squadra mobile di Palermo assassinato dalla Mafia nel 1979. Ha iniziato la sua carriera nella Polizia di Stato, a Milano, dove ha iniziato a lavorare nelle volanti nel 1990, andando successivamente a dirigere la squadra mobile prima di Padova e poi di Venezia, dopo un passaggio a Roma e Napoli.
A Padova Giuliano si è occupato delle indagini che portarono all'arresto del serial killer Michele Profeta, collaborando con l'allora capo della Squadra Mobile di Milano, Luigi Savina; a Venezia ha coordinato le indagini sulla Mala del Brenta, finendo nel mirino dei criminali che, secondo quanto riportato dal collaboratore di giustizia Raffaele Vassallo, progettavano di ucciderlo. Nel 2009 è tornato a Milano come capo della squadra mobile.
Nel 2012 si occupa anche di alcune investigazioni riguardanti il cosiddetto lodo Mondadori.
Nel marzo 2016 è promosso questore e dall'11 maggio dello stesso anno è nominato questore di Lucca.. Nel marzo 2017 è diventato direttore del Servizio Centrale Operativo.
Dal 1º giugno 2019 è stato il Questore di Napoli, fino al 2023 quando assume l'incarico di direttore della Direzione centrale anticrimine.
Nel Consiglio dei Ministri del 7 agosto 2024 viene nominato prefetto mantenendo l'incarico presso il Dipartimento della pubblica sicurezza.